# Ocotea laevigata
Ocotea laevigata là loài thực vật có hoa trong họ Nguyệt quế. Loài này được (Meisn.) Marais miêu tả khoa học đầu tiên năm 1979.